# Avatime
Avatime ist eine bedrohte westafrikanische Sprache.
Im Südosten von Ghana, um Amedzofe (Amajofe), wird Avatime von etwa 24.000 (2003) Menschen gesprochen. Alternative Namen sind Afatime, Sideme und Sia. Die am nächsten verwandten Sprachen sind Nyangbo und Tafi.